# 第13回選抜中等学校野球大会
第13回選抜中等学校野球大会（だいじゅうさんかいせんばつちゅうとうがっこうやきゅうたいかい）は、1936年（昭和11年）3月29日から4月6日まで甲子園球場で行われた選抜中等学校野球大会である。
愛知商が初優勝し、東海地区の学校が4年連続で優勝した。なお、京都師範は師範学校最後の大会出場校となった。

## 出場校
- 桐生中（群馬、3年ぶり2回目）
- 早稲田実（東京、3年ぶり5回目）
- 享栄商（愛知、2年ぶり3回目）
- 愛知商（愛知、2年連続6回目）
- 東邦商（愛知、3年連続3回目）
- 岐阜商（岐阜、5年連続5回目）
- 京都師範（京都、4年ぶり2回目）
- 平安中（京都、2年連続8回目）
- 和歌山中（和歌山、2年ぶり12回目）
- 市岡中（大阪、5年ぶり6回目）
- 浪華商（大阪、2年ぶり4回目）
- 姫路中（兵庫、初出場）
- 滝川中（兵庫、初出場）
- 育英商（兵庫、2年連続2回目）
- 呉港中（広島、2年ぶり3回目）
- 広島商（広島、3年ぶり6回目）
- 松山商（愛媛、2年連続11回目）
- 小倉工（福岡、3年連続5回目）
- 熊本工（熊本、3年ぶり2回目）
- 鹿児島商（鹿児島、7年ぶり3回目）

## 試合結果

### 1回戦
- 桐生中 9 - 7 熊本工
- 小倉工 7 - 5 早稲田実
- 松山商 1 - 0 浪華商
- 岐阜商 3 - 2 広島商

### 2回戦
- 愛知商 4 - 1 呉港中
- 滝川中 3 - 1 市岡中
- 平安中 3 - 1 姫路中
- 京都師範 5 - 1 鹿児島商
- 桐生中 2 - 1 小倉工
- 東邦商 8 - 7 和歌山中
- 育英商 1 - 0 享栄商
- 松山商 2 - 0 岐阜商

### 準々決勝
- 愛知商 7 - 0 滝川中
- 平安中 3 - 1 京都師範
- 桐生中 1 - 0 東邦商
- 育英商 1 - 0 松山商

### 準決勝
- 愛知商 6 - 3 平安中
- 桐生中 5 - 4 育英商

### 決勝
|        | 1 | 2 | 3 | 4 | 5 | 6 | 7 | 8 | 9  | R |
| ------ | - | - | - | - | - | - | - | - | -- | - |
| 桐生中 | 0 | 0 | 0 | 1 | 0 | 0 | 0 | 0 | 0  | 1 |
| 愛知商 | 0 | 0 | 0 | 1 | 0 | 0 | 0 | 0 | 1x | 2 |

1. （桐）：青木 - 塚越
2. （愛）：水野 - 近藤
3. 審判
［球審］天知
［塁審］鶴田・久保田

## 大会本塁打
- 第1号：奈良友夫（広島商）
- 第2号：石田元紀（桐生中）
- 第3号：玉井栄（小倉工）

## その他の主な出場選手
- 皆川定之（桐生中）
- 青木正一（桐生中）
- 稲川豪一（桐生中）
- 柳鶴震（桐生中）
- 太田健一（早稲田実）
- 望月潤一（早稲田実）
- 小林善一郎（早稲田実）
- 水野良一（愛知商）
- 玉腰忠義（愛知商）
- 岡田福吉（東邦商）
- 日比野武（東邦商）
- 伊藤治夫（享栄商）
- 伊藤経盛（享栄商）
- 玉腰年男（享栄商）
- 原秀雄（享栄商）
- 野村高義（享栄商）
- 村瀬一三（享栄商）
- 常川助三郎（享栄商）
- 新井一（享栄商）
- 伊藤吉雄（享栄商）

- 松井栄造（岐阜商）
- 野村武史（岐阜商）
- 森田定雄（岐阜商）
- 木村進一（平安中）
- 辻井弘（平安中）
- 天川清三郎（平安中）
- 松尾幸造（京都師範）
- 宇野光雄（和歌山中）
- 笠原和夫（市岡中）
- 佐藤平七（育英商）
- 松岡甲二（育英商）
- 酒沢政夫（育英商）
- 釣常雄（姫路中）
- 湯浅芳彰（滝川中）
- 伊東甚吉（滝川中）
- 田中幸男（滝川中）
- 三田政夫（滝川中）
- 徳島忠彦（広島商）
- 山根実（広島商）
- 奈良友夫（広島商）

- 田川豊（呉港中）
- 原一朗（呉港中）
- 塚本博睦（呉港中）
- 柚木進（呉港中）
- 藤村隆男（呉港中）
- 中山正嘉（松山商）
- 千葉茂（松山商）
- 山田潔（松山商）
- 高久保豊三（松山商）
- 玉井栄（小倉工）
- 丸尾千年次（熊本工）
- 吉原正喜（熊本工）
- 岡本敬次郎（熊本工）
- 鈴木田登満留（熊本工）
- 川上哲治（熊本工）
- 田中資昭（熊本工）
- 武宮敏明（熊本工）
- 新留国良（鹿児島商）
- 白川一（鹿児島商）